# 灰腹角雉
灰腹角雉（學名Tragopan blythii），别名寿鸡、灰斑角雉，是产于印度东北部、不丹、缅甸北部以及中国云南西北和西藏东南部的一种角雉，食物主要是树叶、浆果、种子以及昆虫。牠們也是那加兰邦邦鳥。